# آوسنتی گیلائوری
آوسنتی گیلائوری (به گرجی: აქვსენთი გილაური)؛(زادهٔ ۶ اوت ۱۹۷۹) یک بازیکن فوتبال اهل گرجستان است که در پست مدافع بازی می‌کرد.
او در ایران در باشگاه‌های استقلال تهران و پگاه گیلان بازی کرده‌است.
گیلائوری سابقهٔ بازی در تیم ملی زیر ۲۱ سال گرجستان را نیز دارد.

## افتخارات
- نایب قهرمانی جام حذفی ایران ۸۷-۱۳۸۶ به همراه پگاه گیلان